# Porotrichum subexplanatum
Porotrichum subexplanatum là một loài rêu trong họ Neckeraceae. Loài này được (Broth. & Herzog) Ochyra mô tả khoa học đầu tiên năm 2011.